# Forum Cultural Guanajuato

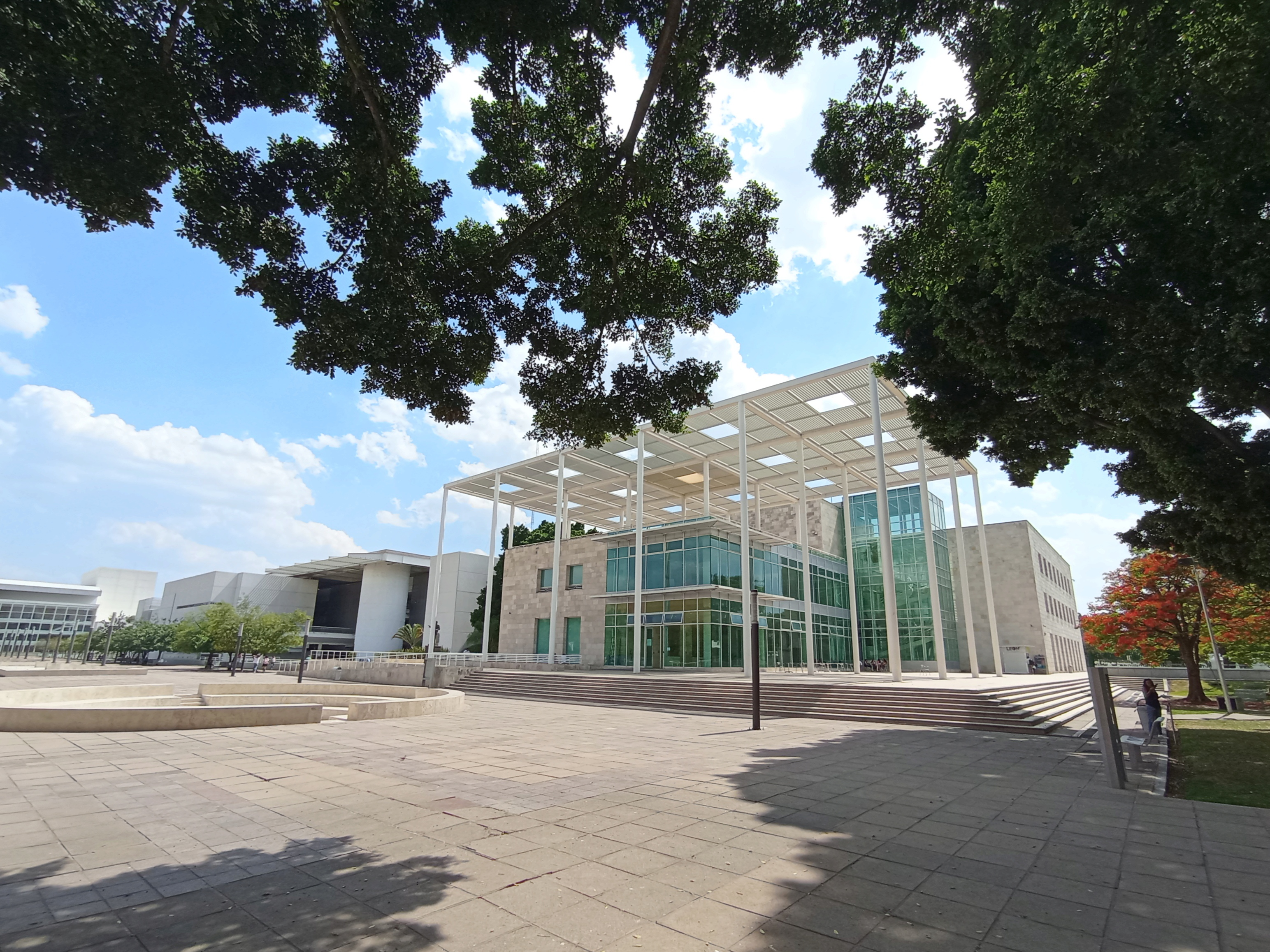
Forum Cultural Guanajuato

El Forum Cultural Guanajuato es un complejo cultural ubicado en la ciudad mexicana de León, Guanajuato. Es un espacio de entretenimiento, formación artística y cultural con el fin de promover la profesionalización de los artistas regionales, la formación de públicos, así como el turismo cultural.
El conjunto se ubica en un área de aproximadamente 9 hectáreas y se compone por la Biblioteca Central Estatal Wigberto Jiménez Moreno, el Museo de Arte e Historia de Guanajuato, la Unidad Académica para la Cultura y las Artes de la Universidad de Guanajuato y el Teatro del Bicentenario.
El plan maestro del Forum Cultural Guanajuato fue diseñado por el arquitecto estadounidense Ieoh Ming Pei, encargado por la Fundación Cultural Guanajuato y financiado con más de mil 300 millones de inversión de los gobiernos estatal y federal. Sus primeros elementos, la Biblioteca y la Unidad Académica, fueron inaugurados el 7 de septiembre de 2006 por el entonces presidente de la República Vicente Fox. El Museo de Arte Historia de Guanajuato opera desde julio de 2008 y el Teatro del Bicentenario se inauguró el 7 de diciembre de 2010.

## Biblioteca Central Estatal de Guanajuato “Wigberto Jiménez Moreno"

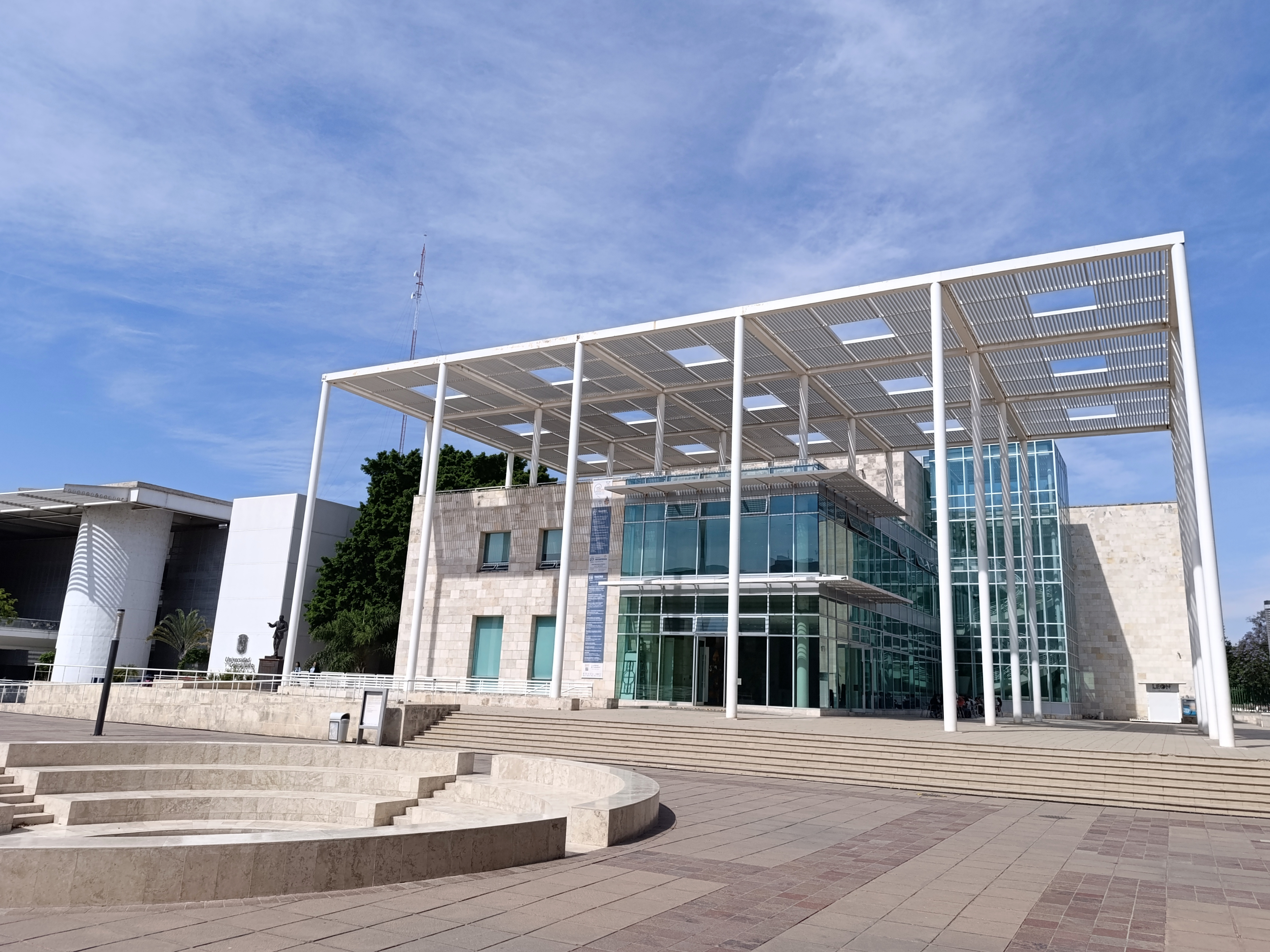
Biblioteca Central

La Biblioteca Central Estatal de Guanajuato, es la Biblioteca pública del estado; posee un total de 8 salas, distribuidas en las tres plantas que conforman el edificio.
Sala Infantil: dentro de esta sala se encuentra "La Bebeteca" un área especial que permite vincular a los bebés y a los padres con los libros, la literatura y el conocimiento; con un fondo de libros y materiales escogidos para satisfacer las necesidades e intereses de los más pequeños, fomentando a la vez el hábito de la lectura, asesorándolos sobre su uso y manejo de los materiales, teniendo siempre una atención constante por parte de los bibliotecarios hacia los usuarios.
En su mayoría los libros se caracterizan por estar elaborados con texturas y con mucho colorido para despertar la inquietud del bebe y satisfacer sus sentidos, tanto visual como táctil, es importante destacar que se encuentra en limpieza constante para el cuidado y la salud de los pequeños.
El área está destinada para niños de 0 a 2 años 11 meses, siempre acompañados de un adulto. El cupo es de tres bebés con sus respectivos padres.
En ella existen libros y materiales didácticos seleccionados especialmente para estos pequeños, con el fin de crear un vínculo entre ellos y la lectura, coadyuvando al proceso integral del niño, en los aspectos intelectuales, físicos, sociales y afectivos, ya que el niño está en constante interacción con otros usuarios desarrollando y perfeccionando sus habilidades de comunicación y convivencia.
Este espacio nace a raíz de la necesidad que existe de que los niños tengan espacios especialmente diseñados para ellos, en dónde se pueda fomentar el hábito de la lectura y el desarrollo de las habilidades informativas, ya que se sabe que el ser humano aprende, construye conocimientos y adquiere hábitos más fácilmente y de manera permanente en la infancia. Además ellos irán conociendo el uso y manejo de una biblioteca, ya que serán los futuros usuarios de las bibliotecas generales.
Hasta el momento hemos tenido muy buenos resultados, ya que tenemos usuarios permanentes que ya han hecho de la Sala Infantil y de la Bebeteca un espacio de convivencia familiar y aprendizaje constante para los niños y padres de familia, además recibimos diariamente visitas de escuelas que atienden niños desde la etapa maternal hasta universitarios, que se han mostrado interesados en el trabajo que aquí realizamos. Durante los fines de semana, el espacio está al cupo máximo y constantemente llegan nuevos usuarios a los que se les orienta sobre el manejo y uso de los materiales y los espacios.
Es importante detectar que la principal dinámica que se vive en le Bebeteca es la interacción del Bebe el padre o la madre y el libro, así construyendo lazos que fortalecerán la vida del pequeño para todo la vida.
El horario de la Bebeteca es el mismo del de la Biblioteca de 9:00 a 20:00 de lunes a sábado
Los esperamos para vivir la experiencia de un lugar diferente pensando en el futuro, la Bebeteca un pequeños pero gran espacio para usuarios del siglo XXl.
Sala Braille: como su nombre lo indica, en esta sala se da atención a invidentes y débiles visuales. Para ello se cuenta con una gran cantidad de material como bastones, regletas, ábacos, cajas aritméticas, calculadoras parlantes, grabadoras, punzones, mapas en relieve, máquinas de escribir, 6 computadoras que cuentan con el programa House, 2 escáneres y 3 impresoras para Braille. En esta sala se puede acceder también a 156 títulos en Braille, 192 títulos en audio y 415 CD.
Sala Internet: es un espacio dividido en 2 áreas claramente diferenciadas: Una sala destinada a cursos de capacitación con 20 computadoras, y un área para uso corriente de los usuarios con 30 máquinas. Se ofrece a su vez toda clase de asesoría en el manejo de los equipos, y orientación a los usuarios en cualquier problema que se presente con los recursos que la sala ofrece.
Sala Audiovisual: una opción más para el aprendizaje es proporcionado por esta sala, en la que se puede disponer de 14 monitores para ver películas, cortometrajes y documentales, o bien se puede acceder a un salón de proyecciones con capacidad para 30 personas. El acervo de esta sala es considerable, y está conformado inicialmente por 992 DVD’s, 655 títulos en CD, 355 materiales en VHS, material Multimedia y audiolibros.
Sala General: esta sala recibe su nombre por dos razones: porque a diferencia de otras salas orientadas a sectores concretos de la población (como la sala Braille o la sala Infantil) sala general ofrece sus servicios a toda tipo de público y, porque posee toda clase de información. Esta sala además brinda al usuario una gran variedad de servicios como el préstamo a domicilio, el uso de sillones de audio, cuatro salas de lectura informal y nueve salas de trabajo grupal.
Fondos Especiales: parte importante de la colección que ofrece la Biblioteca Central de Guanajuato son sus fondos reservados, que provienen de tres colecciones importantes. En primer lugar se encuentra la colección “Wigberto Jiménez Moreno”, conformada por más de 40, 000 títulos en diversos idiomas y orientados principalmente hacia la lingüística, la etnología, la antropología y la historia antigua de nuestro país. Otra colección más del material de los fondos reservados, es la colección María Esther Ciancas (viuda del maestro Jiménez Moreno), especializada en arte. Y finalmente, visitantes y usuarios que acudan a la Biblioteca Central de Guanajuato podrán acceder a la Colección Guanajuato que, como su nombre lo indica, se enfoca a temas de la localidad y del estado.
Sala de consulta: primera referencia para el usuario que accede a la biblioteca. Cuenta con un nutrido acervo de diccionarios y enciclopedias de todas las áreas del conocimiento.
Sala de Publicaciones periódicas: es el espacio destinado para el acervo de la biblioteca compuesto de periódicos, revistas y material del INEGI. Se ofrecen también servicios de cartografía digital y de consulta de periódico en línea.

## Departamento de Estudios Culturales de León
Adscrito a la Universidad de Guanajuato, este espacio es para la formación profesional de promotores culturales de las artes y sirve para satisfacer las necesidades del sector público y de la iniciativa privada en el rubro de la dirección y gestión cultural.
Su oferta educativa contempla licenciatura, maestría y doctorado en Cultura y Arte; diplomados, talleres, seminarios y cursos.
Esta unidad desempeña tres funciones esenciales:
•Docencia
•Investigación
•Extensión y difusión cultural

## Museo de Arte e Historia de Guanajuato (MAHG)

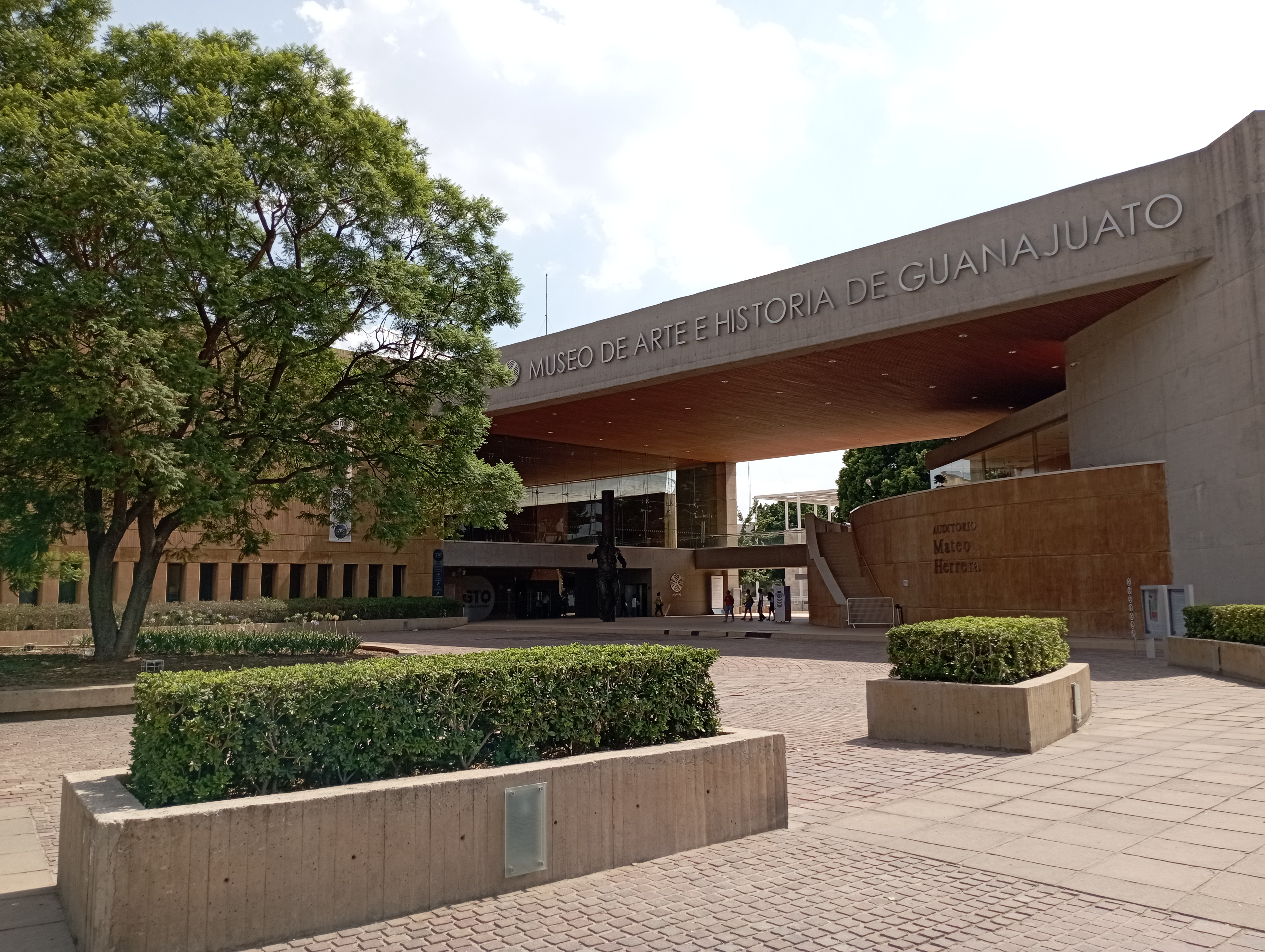
MAHG

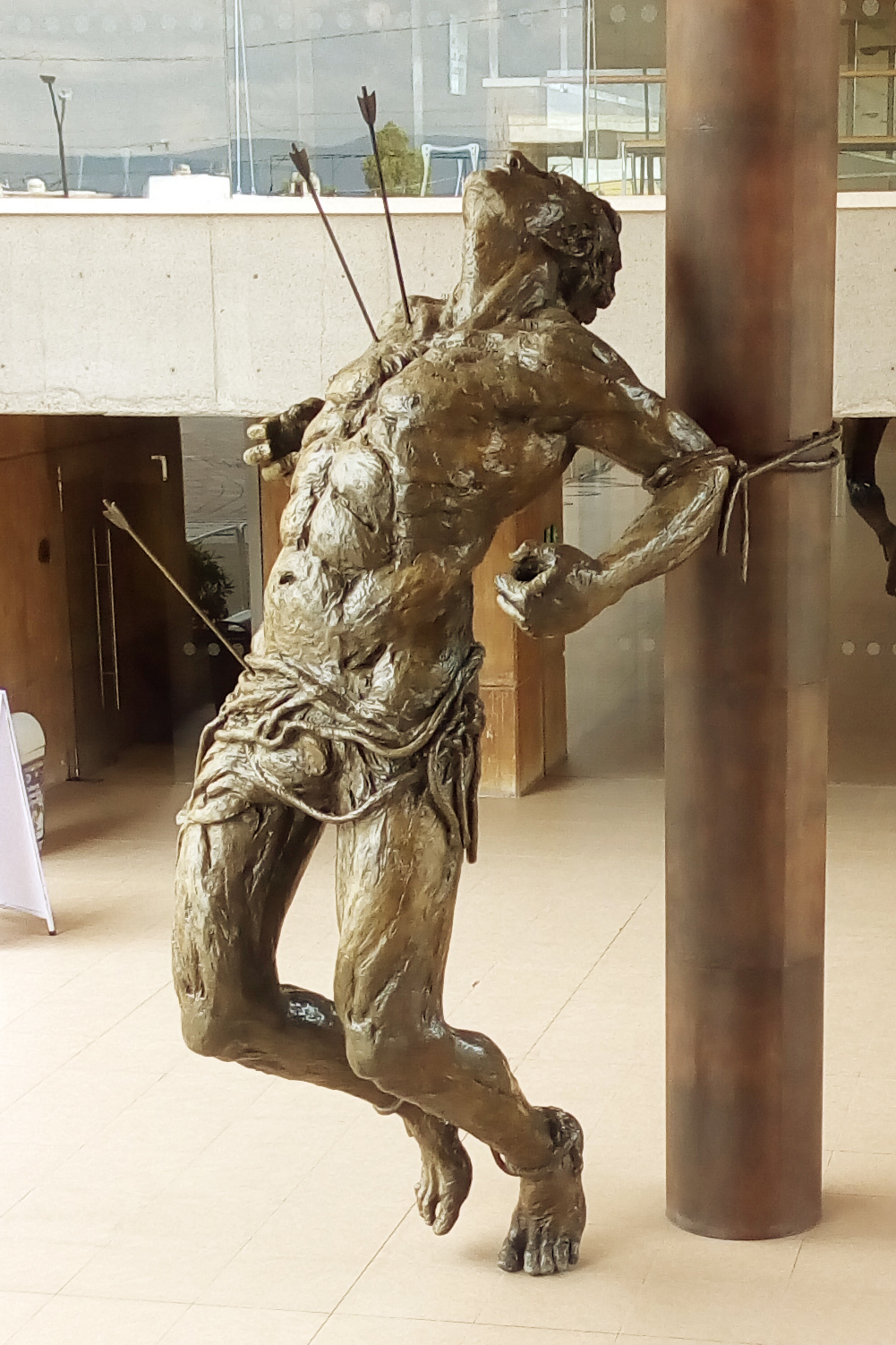
San Sebastián

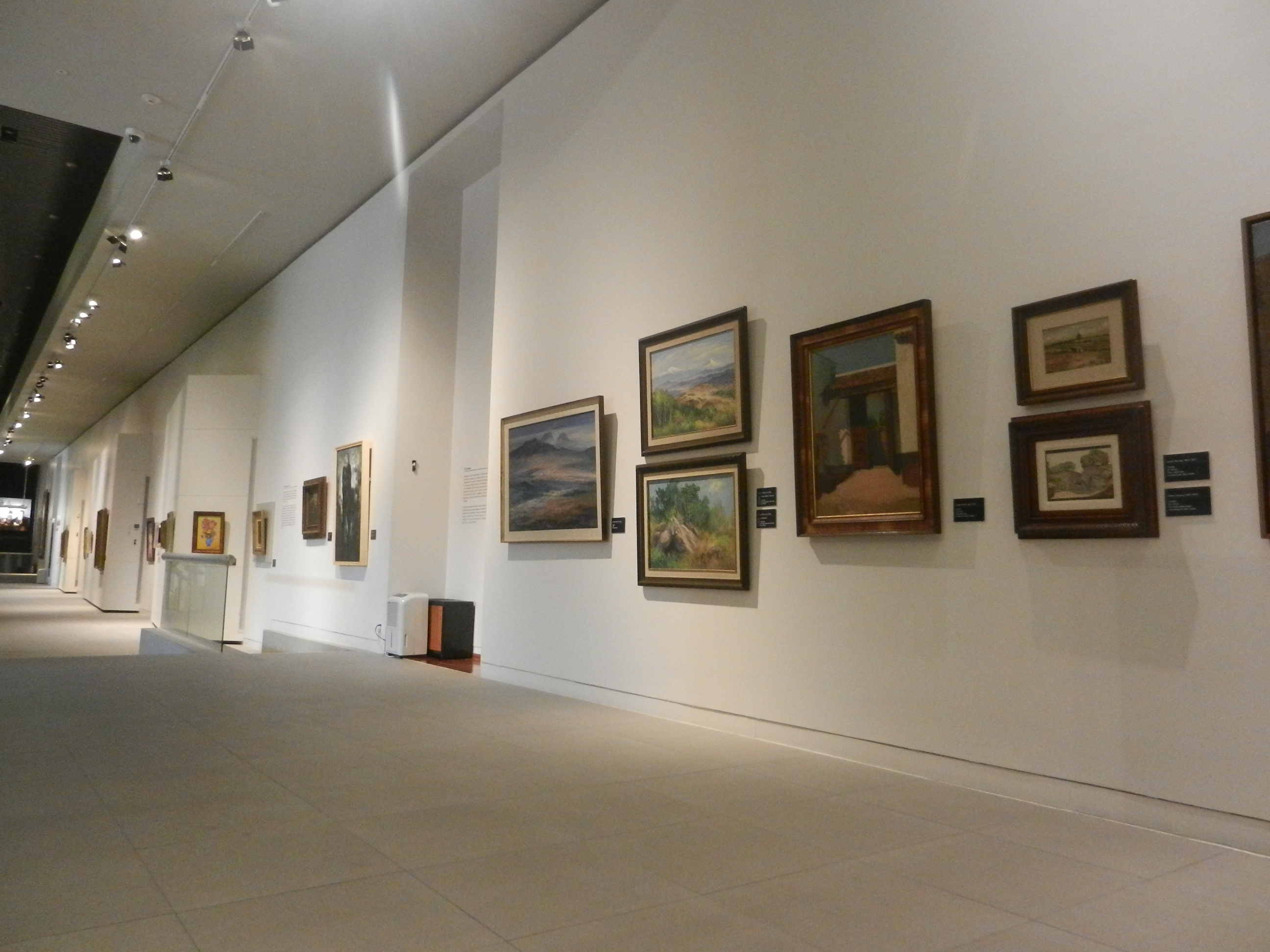
Pinacoteca

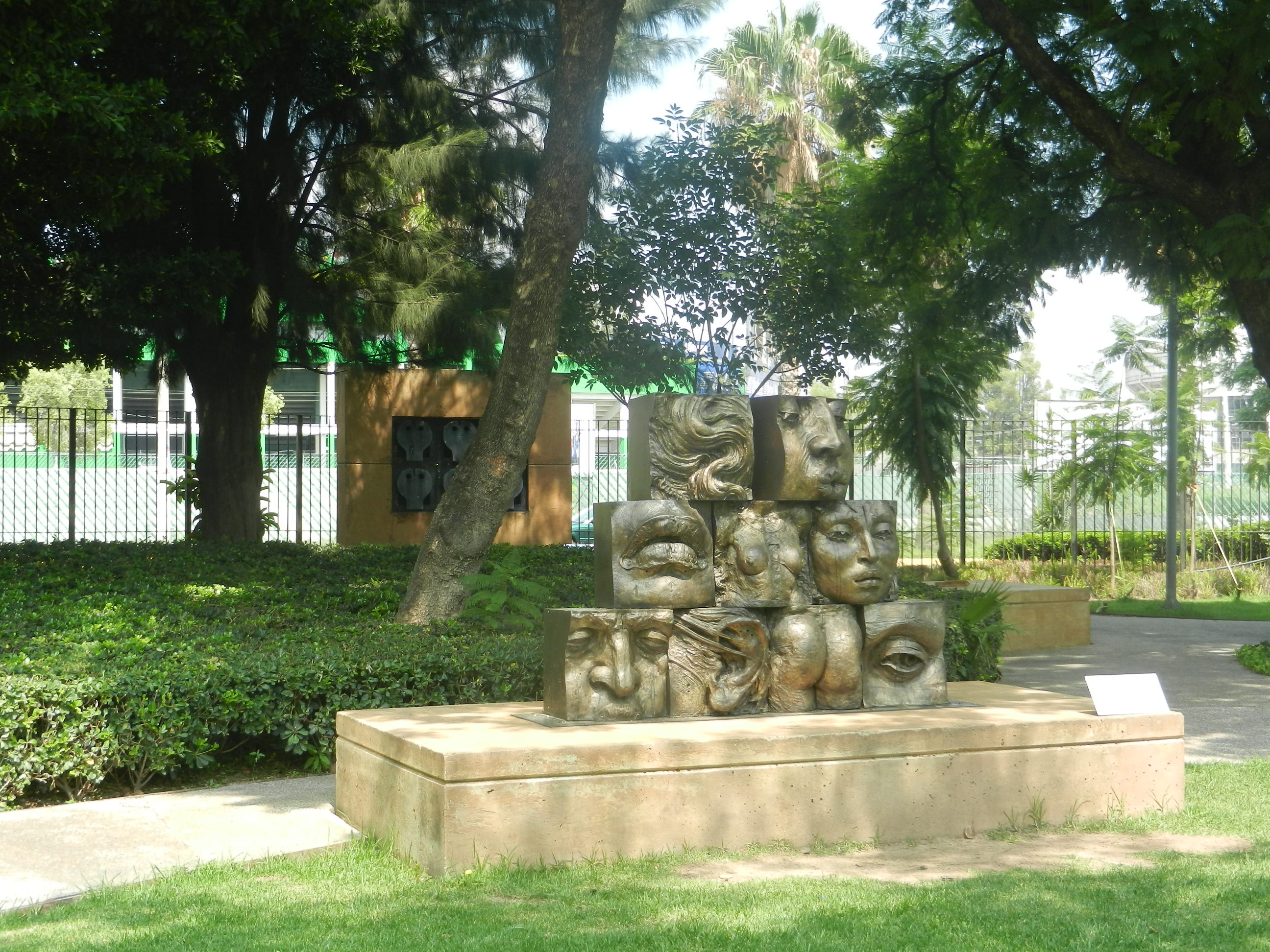
Jardín escultórico

El Museo de Arte e Historia de Guanajuato fue inaugurado el 27 de noviembre de 2008.
RAZÓN DE SER
En el MAHG se ha privilegiado la investigación y la didáctica sobre arte, cultura y patrimonio regionales.
Este espacio se proyecta como el medio idóneo para detectar, estudiar y difundir los testimonios esenciales de la acción del hombre a través de su historia; además de rescatar y conservar aquello que hace posible la comprensión cabal de nuestra herencia cultural para fomentar e incrementar el valor de la identidad regional, basado en el respeto de los valores fundamentales de la sociedad y de la cultura.
EL EDIFICIO

El Museo de Arte e Historia de Guanajuato fue inaugurado el 27 de noviembre de 2008 y el espacio arquitectónico es una obra diseñada por el despacho Nuño, Mac Gregor y de Buen Arquitectos S.C. se basa en una combinación de concreto oxidado, lozas y muros cubiertos, salas con piso de duela y grandes ventanales con cristal, elementos que le proporcionan una atmósfera de luz y belleza.
Es el museo más grande de la región con una superficie de 22 mil 750 metros cuadrados, de los cuales más de 4 mil están destinados al área de exposiciones: dos salas de temporales que en sus nombres rinden homenaje a dos importantes creadores guanajuatenses del siglo XX: Luis García Guerrero y Feliciano Peña y la Sala de Cultura Regional, un espacio que hace una revisión crítica de la historia y la cultura de Guanajuato desde el preclásico hasta la segunda mitad del siglo XX.
EXPOSICIONES PERMANENTES
EL CANON GRIEGO
La exposición permanente El Canon Griego es una sala de escultura didáctica que se integra por treinta y tres piezas escultóricas que son reproducciones de importantes obras de la escultura griega y romana, cuyos originales abarcan del siglo VI a. C. hasta el siglo III d. C. La colección se compone por esculturas de las cuatro épocas del arte de la Grecia antigua: estilo arcaico, periodo clásico, periodo helenístico y época romana. Las piezas expuestas fueron seleccionadas para otorgar al público una muestra representativa de la cultura que fundamentó las bases estéticas, artísticas, éticas y filosóficas de nuestra cultura occidental. En esta exposición se encuentran obras tan significativas y paradigmáticas como la Afrodita de Melos -conocida como Venus de Milo-, el grupo de Laocoonte y sus hijos y la Victoria de Samotracia, por mencionar sólo algunas.
Esta sala tiene como función unir los dos fines primordiales de nuestro museo: la educación cultural y la apreciación artística; en ella el visitante podrá dedicarse al disfrute, a la comprensión y al análisis de las piezas, además de tener la posibilidad de acercarse a este tema universal a través de ejercicios de dibujo.
Los museos tienen como una de sus funciones principales la presentación y el estudio de los productos culturales de diversas épocas de la humanidad. En el caso de obras y otras manifestaciones a las que no se pueda tener acceso, debido a su carácter de originales únicos, un recurso utilizado es la elaboración de reproducciones cuya función es ser copias exactas de una obra artística reproducidas con total exactitud y fidelidad; gracias a estas reproducciones el espectador puede acercarse, con toda certeza, a las piezas originales que de otra manera no podría conocer.
Las reproducciones que aquí se presentan fueron elaboradas por Silvano Bertolin, escultor y restaurador italiano especialista en mármol, bronce, cerámica y trabajo mural, cuyo taller se encuentra en Múnich, las obras son replicadas desde las esculturas originales y cuentan con la autorización de cada uno de los museos que las albergan.
SALA DE CULTURA REGIONAL
La museografía de la Sala de Cultura Regional de Guanajuato fue diseñada por dos de los museógrafos más relevantes de nuestro país: Jorge Agostoni Colombo y José Enrique Ortiz Lanz; mientras que en el campo del desarrollo de contenidos se mantuvo la presencia constante de notables especialistas en la historia y el arte de Guanajuato como Guadalupe Jiménez Codinach y Mariano González Leal.
Esta sala permanente abarca el desarrollo cultural de Guanajuato desde la época preclásica con la cultura de Chupícuaro (ca. 700 a. C.) hasta la segunda mitad del siglo XX. Este decurso histórico se ha dividido en dos grandes salones, donde el primero de ellos abarca los siguientes temas:
• Marco geográfico. La cuenca del Lerma.
• Desarrollo y medio ambiente. Maqueta de la ciudad de Guanajuato en 1750.
• La región durante la época prehispánica: Chupícuaro, Plazuelas, Cañada de la Virgen, Peralta y Entierro de Alfaro.
• El esfuerzo fundacional en el Bajío. Siglo XVI. Mural de Jesús Gallardo.
• La introducción de nuevas tecnologías. La nao de la China. La plata de Guanajuato circulando por todo el mundo.
• La arquitectura religiosa en Guanajuato. Siglos XVI a XVIII. Yuriria, Salamanca, Salvatierra y Acámbaro.
• La minería y el desarrollo regional de Guanajuato en los siglos XVII y XVIII. Mina de la Valenciana.
• La riqueza del barroco regional. Juan Patricio Morlete Ruiz. Retablo de la Hacienda de Escalera en Guanajuato.
• La llegada de los jesuitas y la Madre Santísima de la Luz.
• La arquitectura neoclásica en Guanajuato. Celaya, Irapuato y Guanajuato.
• La ilustración.
El segundo salón abarca los siguientes temas
• Las reformas borbónicas.
• El desarrollo de la guerra de independencia.
• Sala audiovisual: El siglo XIX en Guanajuato, la revolución y el movimiento cristero.
• La historia y el porvenir de la ciudad de León
• Pinacoteca de los grandes pintores guanajuatenses de los siglos XIX y XX: Juan Nepomuceno Herrera, Hermenegildo Bustos, Mateo Herrera, Diego Rivera, Olga Costa, José Chávez Morado, Feliciano Peña, Luis García Guerrero, Jesús Gallardo.
• El gabinete de papel. 
De forma paralela a su discurso histórico la sala de cultura regional despliega una línea temática que se ha dedicado al maíz como elemento civilizador, germen del desarrollo económico y matriz cultural de México. En el primero de los salones se trata el papel civilizador que tuvo este cereal en los pueblos prehispánicos, la visión desde la cosmogonía indígena y aspectos biológicos de la planta. El segundo de los salones abarca el tema con una museografía de última tecnología estructurada con base en guías virtuales que inician el recorrido en el porfiriato, pasando por la revolución, la reforma agraria, la pérdida de la autosuficiencia alimentaria, los usos industriales del maíz y su potencial como generador de riqueza y de desarrollo económico de nuestro País.
En esta sala se expone la colección propia del Museo, integrada por todos los temas señalados; colección que pertenece al Fórum Cultural Guanajuato y al Gobierno del Estado, y por tanto, es patrimonio de todos los guanajuatenses.
JARDÍN DE LAS ESCULTURAS
Localizado al exterior del Museo, éste Jardín escultórico tiene el objetivo de presentar obra escultórica moderna y contemporánea mexicana, al tiempo que nos ofrece la oportunidad de acercarnos libremente a la obra artística mientras caminamos entre jacarandas, laureles de la India, fresnos y tabachines. En este hermoso espacio, el espectador puede disfrutar de obras de reconocidos artistas mexicanos como Javier Marín, Ángela Gurría, Juan Soriano, Yvonne Domenge entre otros.
SALAS DE EXPOSICIONES TEMPORALES

LUIS GARCÍA GUERRERO
Ubicada en el segundo nivel del Museo de Arte e Historia de Guanajuato, la sala “Luis García Guerrero” cuenta con una superficie de 1,128 metros cuadrados, y en ella se muestran colecciones de talla internacional, cuyos grandes contenidos históricos y estéticos establecen un diálogo con nuestra riqueza cultural.

¿Quién fue Luis García Guerrero?
Luis García Guerrero (1921-1996) nació en la ciudad de Guanajuato. Se desempeñó como caricaturista en su ciudad natal. Estudió arquitectura en la Ciudad de México y posteriormente, a instancias de su padre, se tituló de abogado.
A partir de 1949 comenzó su formación artística al recibir clases de pintura, con Raúl Anguiano y de grabado, con Carlos Alvarado Lang. En cuanto a su técnica, manejaba el pincel de manera discreta y refinada. La composición en su obra destaca por su elegante armonía, alejada de todo exceso protagónico. El llamado gran periodo de García Guerrero, situado en los últimos cuarenta años de su producción, ha sido el mejor calificado por la crítica. En esta época se le dio el reconocimiento generalizado en el ámbito cultural como un artista original y creativo.
En general su obra se caracteriza por la acuosidad, moderación y fidelidad en la representación de sus temas y por su inclinación al abstraccionismo. El artista resuelve sus cuadros de manera que ya no sólo complace la forma, sino que recrea temas pictóricos con elementos, colores y diseños que llevan expresamente una intención propositiva.
Los colores y los elementos utilizados por García Guerrero aportan a su producción una carga evidente de mexicanidad que aspira a la universalidad, carente de toda exacerbación nacionalista, tan común en innumerables pintores mexicanos de la generación anterior a la suya.
En su obra se pueden apreciar la paciencia, la sabiduría y el gozo que le producía pintar desde pequeños paisajes, hasta las frutas que produce la región; todo ello recreado puntualmente en un lenguaje fresco y claro lleno de cualidades plásticas y poesía.
FELICIANO PEÑA
La sala “Feliciano Peña” está pensada para la presentación de exposiciones temporales con el objetivo de acercar a los diferentes públicos a las diversas manifestaciones culturales de primer nivel.
¿Quién fue Feliciano Peña?
Originario de la ciudad de Silao, Guanajuato, Feliciano Peña nació en 1915. En 1928 comenzó sus clases de pintura en la Ciudad de México. Se destacó en el manejo del grabado, razón que lo hizo participar, en 1930, en la exposición de la Federación Americana de Arte en el Museo Metropolitano de Nueva York. Su primera exposición individual fue en 1933, en la sala de exposiciones de la Secretaría de Educación Pública.
Incursionó en la pintura al óleo, mostrando su inclinación por el paisaje. Su estilo se basa en una observación fiel de la naturaleza. No inventa ni distorsiona ni tampoco copia los efectos a la manera de los impresionistas. Del pintor Velasco retomó la vocación por plasmar el medio natural. Dio a la perspectiva un tratamiento similar al del maestro mexiquense.
Como grabador produjo la carpeta Estampas de México (1949) y varias viñetas para las revistas Ruta, El hijo pródigo, Frente a frente, Artes del libro y Artes de México. Participó en el álbum La Ciudad de México (1957) con el grabado en linóleo Ciudad Universitaria. Fue miembro de la LEAR, perteneció a la Sociedad Mexicana de Grabadores y a la Escuela de las Artes del Libro; trabajó en relieve y en hueco, la madera de hilo y la madera de pie.
En Xalapa, Veracruz, fundó junto con Gutiérrez y Chávez Morado una escuela popular de pintura. Allí realizaron el mural Antifascismo (1936) para la Escuela Normal de Maestros, el cual fue borrado. Dedicó 26 años de su vida a la labor docente en “La Esmeralda” y en La Escuela de Artes del Libro, actualmente, Escuela de Artes Gráficas.
Expuso, entre otros lugares, en la Galería de Arte Mexicano desde 1947 hasta 1979 y en varias ocasiones en el Salón de la Plástica Mexicana. Participó en la Primera Bienal Interamericana de Pintura y Grabado (1958) y en la exposición Retrato mexicano Contemporáneo, 1961, ambas en el Palacio de Bellas Artes.
Murió en la Ciudad de México en 1982.
ÁREA DE SERVICIOS EDUCATIVOS
Para transmitir los contenidos de las salas del Museo de Arte e Historia de Guanajuato se ha diseñado una amplia área destinada a los Servicios Educativos, cuyo objetivo es impulsar la formación de públicos en las artes plásticas, brindando especial atención a los diferentes públicos que nos visitan.
A través de esta área, el museo busca ser un facilitador entre los objetos expuestos y los visitantes. Un equipo interdisciplinario ayuda a éstos a la construcción de su propio conocimiento, mediante actividades lúdico-educativas, para que los contenidos de las diferentes exposiciones puedan permear de forma significativa en ellos y así, construyan los significados y las interpretaciones en cada uno de ellos.
En este gran espacio destaca la Ludoteca como un espacio especial para cubrir las necesidades e intereses del público infantil, el cual cuenta con materiales de vanguardia que sensibilizan e invitan a los niños a desarrollar actividades encaminadas a estimular su creatividad, el aprecio por la cultura y los contenidos del Museo.

## Teatro del Bicentenario

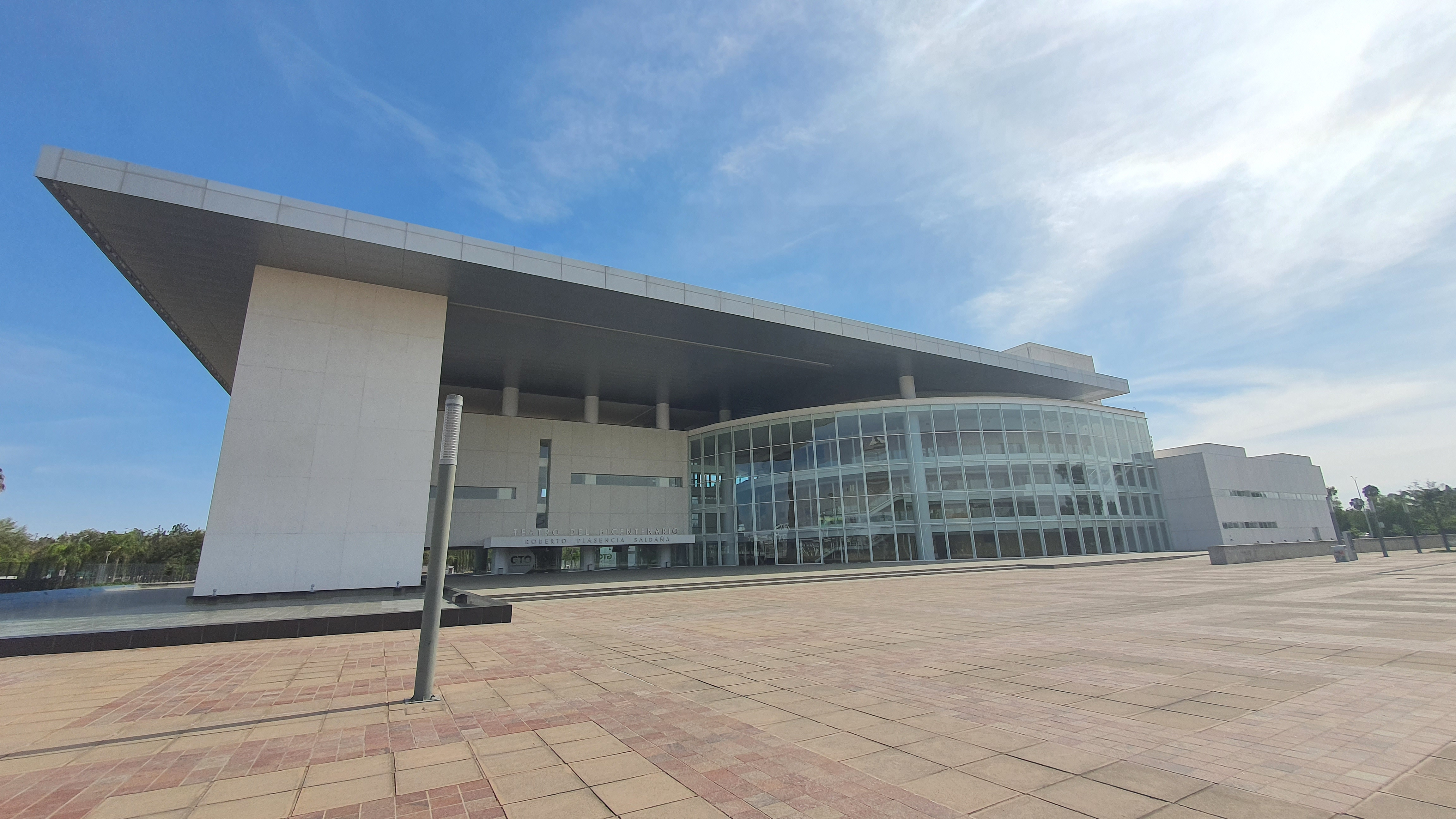
Teatro del Bicentenario

El Teatro del Bicentenario fue inaugurado el 7 de diciembre de 2010 y forma parte del Forum Cultural Guanajuato, el complejo cultural más importante del centro del país localizado estratégicamente en la ciudad de León, Guanajuato.
El Teatro del Bicentenario fue diseñado por la firma Augusto Quijano Arquitectos con la premisa de ser considerado como el mejor teatro de América Latina, un recinto de vanguardia donde se podrán disfrutar diversas expresiones artística como ópera, música, teatro, danza y nuevas expresiones escénicas.
Además del Palacio de Bellas Artes, en la Ciudad de México, es el primer edificio que se construye en México en casi cien años con las características arquitectónicas de un teatro que recupera la planta tradicional de herradura, donde se ha privilegiado la correcta apreciación del sonido y de la escala humana.
El edificio se localiza en un terreno de 1,23 ha de superficie con 2,15 ha de construcción total en cinco niveles.
ESCENARIOS
•   La caja escénica es de 25 m de altura, con todo el equipamiento de la mecánica teatral, preparada para recibir espectáculos de la mayor complejidad técnica.
•   Tiene plataformas elevadoras del proscenio que permiten modificarlo y convertirlo en base de escenario, butacas para público o foso de orquesta.
•   Incluye una concha acústica ajustable a diferentes tipos de repertorio, desde recitales hasta conciertos sinfónicos con gran orquesta y coro.
•   Cuenta con un reflector acústico de proscenio.
•   Moderno equipo de audio, parrilla adelantada y puentes de iluminación.
SALA
•   Es multifuncional y tiene capacidad para recibir a 1,534 espectadores en luneta, platea y palcos.
•   Maneja una acústica variable de última generación, lograda a través de mamparas reflejantes y paneles absorbentes que se adapta a la más diversa gama de necesidades acústicas.
•   El diseño en esta materia fue asistido por uno de los mejores consultores que sobre el tema existen en América: Theater Project Consultants con el apoyo del maestro Alejandro Luna, y la firma estadounidense A’kustiks.
CAMERINOS

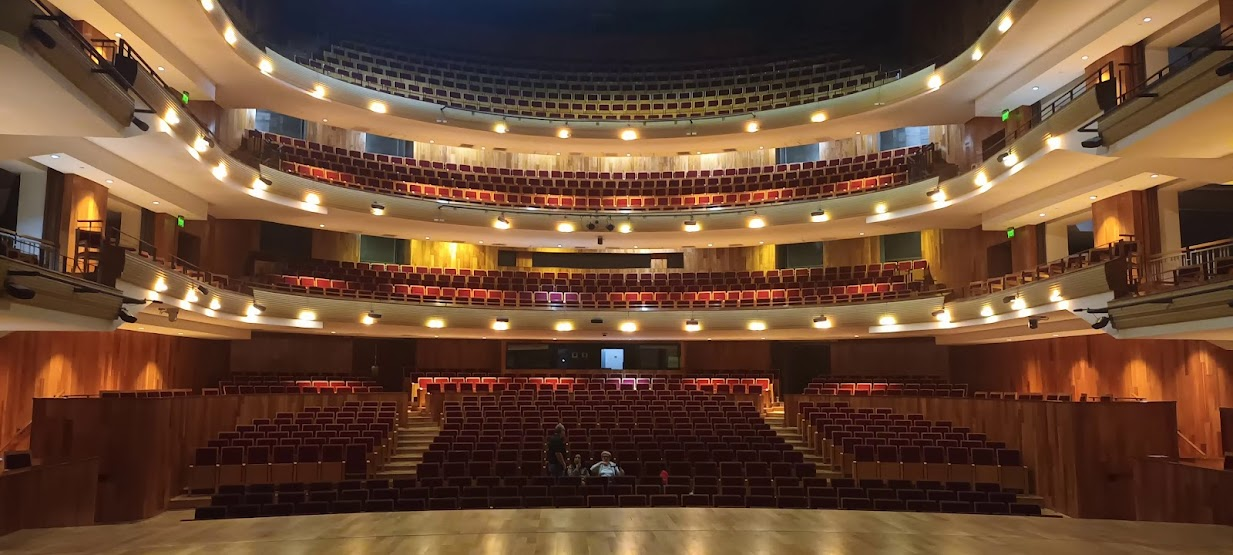
Interior de la sala del Teatro del Bicentenario

•   Cuenta con camerinos hasta para 300 artistas invitados.
•   Sótano: camerino del director de orquesta y de músicos.
•   Planta baja: camerino principal y grupales.
•   Servicios sanitarios, lavandería, cafetería y terraza.
TEATRO ESTUDIO DEL TEATRO DEL BICENTENARIO
El Teatro Estudio del Teatro del Bicentenario es un espacio escénico con una clara vocación para el montaje de propuestas contemporáneas. Esto es debido a la flexibilidad de su configuración, que le permite adaptarse a las demandas de las corrientes escénicas y estéticas de nuestro tiempo. El Teatro Estudio es también un recinto que permite albergar espectáculos con formato camerístico, dadas sus dimensiones y la intimidad atmosférica de sus instalaciones. Está dotado con 434 butacas, cuya gradería retráctil permite que el escenario pueda crecer o decrecer, configurarse, por ejemplo, en teatro alla italiana (con las butacas de frente al escenario) o bien, isabelino (escenario rodeado por la butaquería).
- •   Con capacidad hasta para 500 personas
- •   Superficie: 919 m²
- •   Cuenta con:
- Mezzanine
- Bodega de producción
- Vestíbulo
- Vestidores y sanitarios

EXTERIOR Y OTROS ESPACIOS
•	Terraza-mirador con una superficie de 800 m²
•	Vestíbulo de 3,111 m²
•	Espejo de agua con un muro cartel
•	Elevadores
•	Área de taquillas
•	Área de guardarropa
•	Oficinas administrativas
•	Cafetería
•	Bar
•	Lobby
•	Bodegas con gran capacidad
•	Cuarto de máquinas
•	Estacionamiento
•	Sanitarios por nivel
•	Zona de carga y descarga